# وسباک
وسباک (به سوئدی: Vassbäck) یک سکونتگاه مسکونی در سوئد است که در هاللاند واقع شده‌است.

## خصوصیات
وسباک ۱٫۳۲ کیلومترمربع مساحت و ۶۱۷ نفر جمعیت دارد.